# Kanton Duinkerke-1
Kanton Duinkerke-1 (Frans: Canton de Dunkerque-1) is een kanton van het Franse Noorderdepartement. Het kanton maakt deel uit van het arrondissement Duinkerke. In 2015 is dit kanton nieuw gevormd uit delen van de voormalige kantons: kanton Groot-Sinten en kanton Duinkerke-West.

## Gemeenten
Het kanton Duinkerke-1 omvat de volgende gemeenten:
- Duinkerke (gedeeltelijk); met name de Duinkerkese deelgemeenten: Saint-Pol-sur-Mer en Fort-Mardijk en de wijken: Klein-Sinten, Duinkerke-Zuid en La Victoire alsmede vier stadswijken van Duinkerke-Centrum.